# TR666+!$ 1400/800
TR666+!$ 1400/800 è il settimo EP del rapper statunitense Trippie Redd, pubblicato il 25 luglio 2018 sulla piattaforma di streaming musicale SoundCloud.
Il brano BILAP presenta una collaborazione col rapper Chief Keef.

## Antefatti
L'EP è stato pubblicato senza preavviso il 25 luglio 2018, per promuovere il suo album di debutto Life's a Trip pubblicato sedici giorni dopo, il 10 agosto.

## Tracce
1. Black Magic – 3:11 (testo: Michael White – musica: Westen Weiss, Ricky P)
2. BILAP (feat. Chief Keef) – 5:20 (testo: Michael White, Keith Cozart – musica: ChopsquadDJ)

## Formazione

### Musicisti
- Trippie Redd – voce
- Chief Keef – voce

### Produzione
- ChopsquadDJ – produzione
- Ricky P – produzione
- Westen Weiss – produzione